# Relações entre Haiti e Jamaica
As relações entre Haiti e Jamaica são as relações diplomáticas estabelecidas entre Haiti and Jamaica. Ambos os países têm consulados nas respetivas capitais.
Desde a independência do Haiti em 1804 que a Jamaica é um destino frequente para antigos líderes e políticos haitianos exilados, a começar pelo terceiro presidente, Charles Rivière-Hérard.
em janeiro de 2007, o presidente haitiano René Préval fez uma visita de 4 dias à Jamaica. A primeira-ministra jamaicana Portia Simpson Miller anunciou a criação de uma comissão conjunta para final desse ano.
Os dois estados insulares partilham uma fronteira marítima no mar das Caraíbas, na zona denominada Canal da Jamaica.